# Budynek poczty w Bytomiu
Budynek poczty w Bytomiu – murowany budynek urzędu pocztowego z 1931 roku w Bytomiu, wpisany do rejestru zabytków nieruchomych województwa śląskiego.

## Historia

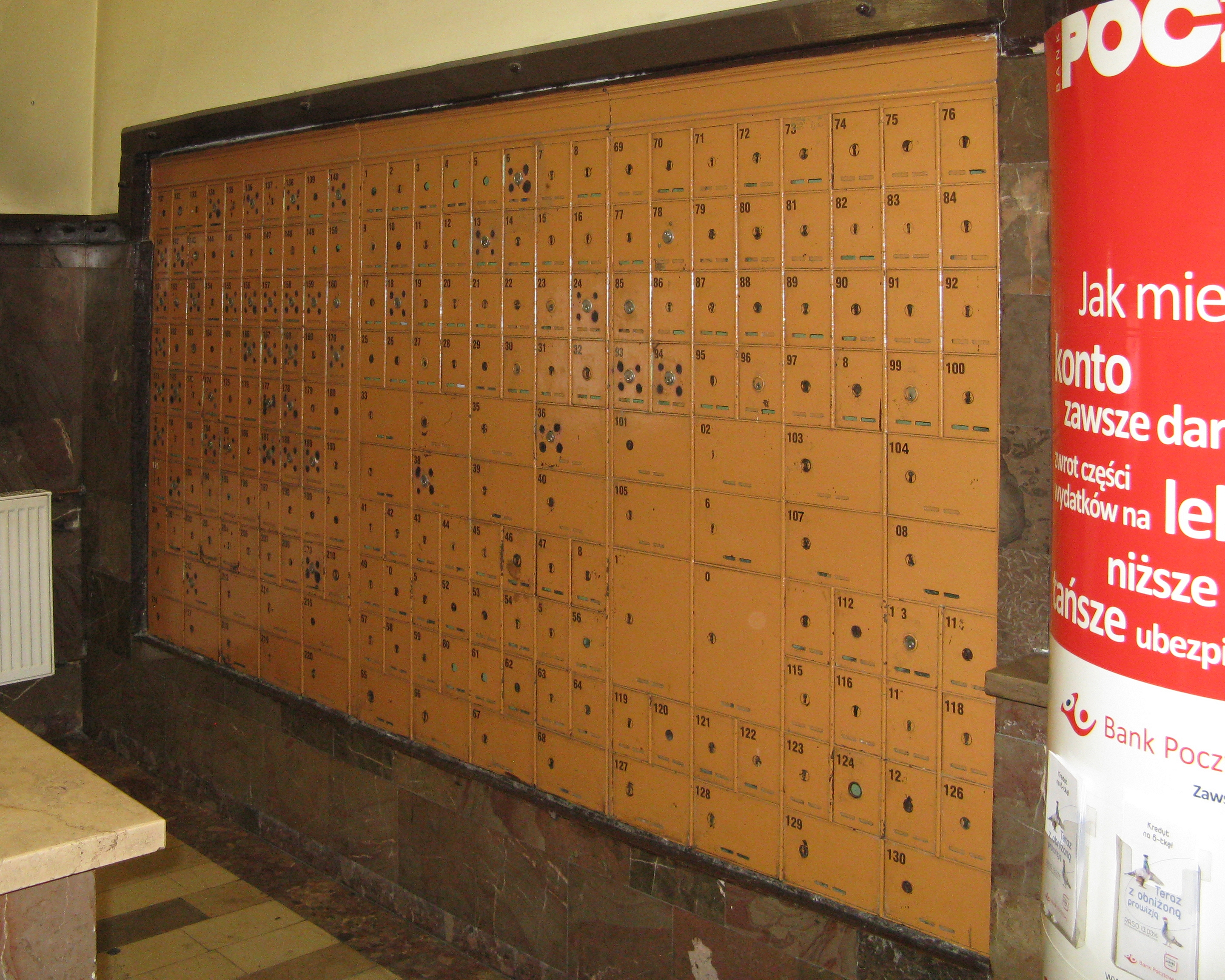
Skrytki pocztowe (2018)

Decyzja o budowie nowego budynku pocztowego wiązała się z oddaleniem budynku Poczty Głównej w Bytomiu od dworca kolejowego, co utrudniało transport przesyłek. Wzniesienie nowego budynku poczty było planowane od 1923 roku, rozważano wzniesienie nowego gmachu poczty jako części nowego dworca kolejowego.
Gmach wzniesiono ostatecznie w latach 1930–1931 około 200 metrów na wschód od stacji kolejowej Beuthen (obecnie Bytom), przy kolejowym peronie pocztowym, według projektu Theodora Ehla. Jest to obecnie siedziba placówki pocztowej Poczty Polskiej Bytom 2.
Budynek został wpisany do rejestru zabytków nieruchomych województwa śląskiego 22 stycznia 2018 roku.

## Architektura

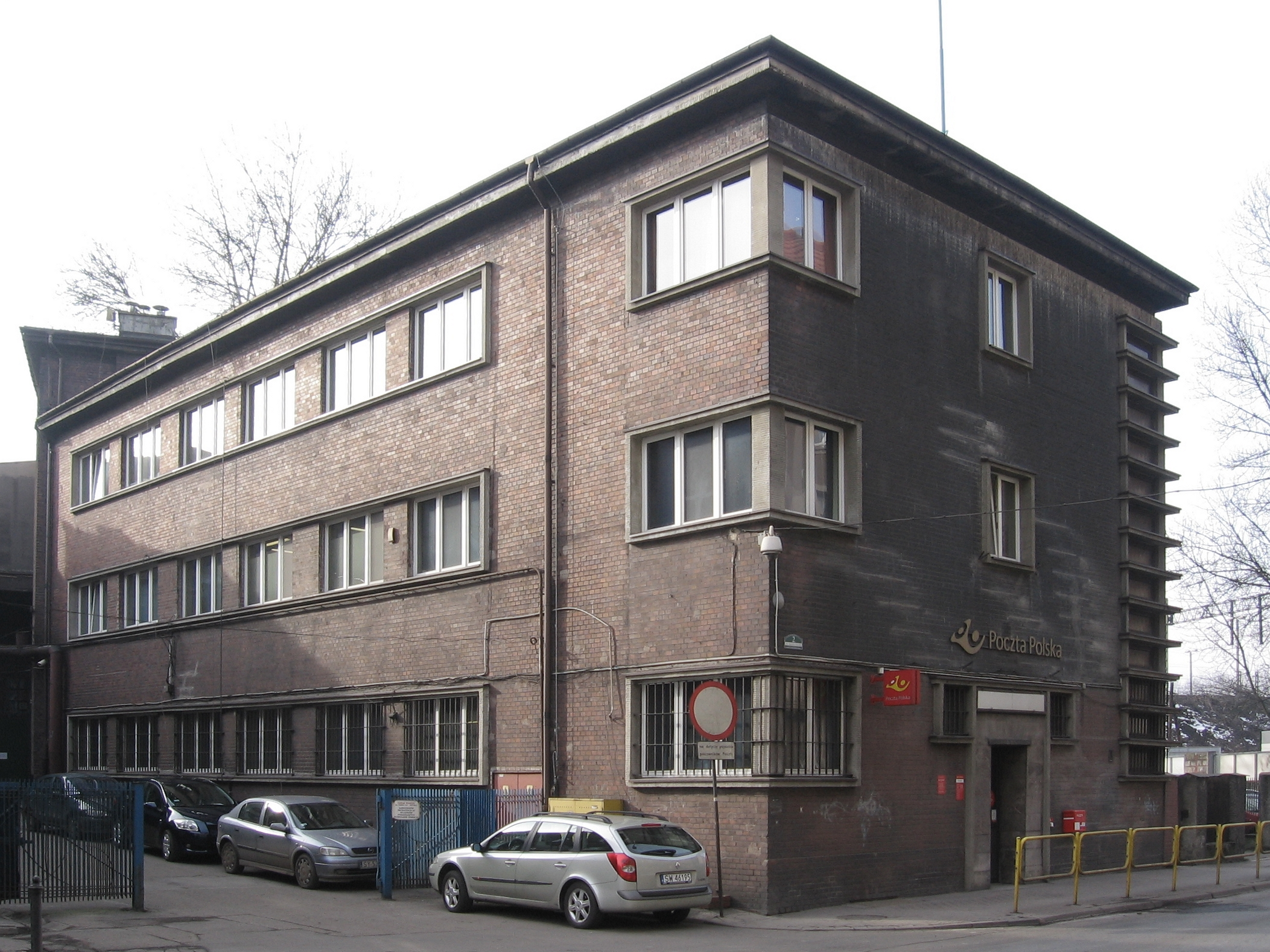
Budynek w 2018 roku

W oszczędnej, modernistycznej, prostej, zgeometryzowanej bryle gmachu wyróżnia się wertykalny akcent w postaci narożnika budynku, gdzie znajduje się przeszklona klatka schodowa.
Fasada została pokryta cegłą klinkierową, pasy okien zostały podkreślone gzymsami.
Załamana bryła budynku sprawia, że północna fasada jest równoległa do osi ulicy, a południowa elewacja – do linii kolejowej. Budynek sąsiaduje z dwoma kolejowymi peronami pocztowymi, które wykorzystywano do transportu przesyłek. W związku ze zmianą środka transportu na samochody, Polskie Linie Kolejowe planują rozbiórkę tychże peronów i towarzyszącej im bocznicy pocztowej.
W głównym holu zachowały się oryginalne elementy wykończenia i wyposażenia: kamienna posadzka, okładziny ścienne, marmurowe kontuary oraz skrytki pocztowe, które zostały wmurowane w ścianę przy wejściu.